# Rhabdolaimus brachyuris
Rhabdolaimus brachyuris är en rundmaskart som beskrevs av Meyl 1954. Rhabdolaimus brachyuris ingår i släktet Rhabdolaimus och familjen Rhabdolaimidae. Inga underarter finns listade i Catalogue of Life.